# ウイロイド
ウイロイド (Viroid) は塩基数が200から400程度と短い環状の一本鎖RNAのみで構成され、維管束植物に対して感染性を持つもの。分子内で塩基対を形成し、多くは生体内で棒状の構造をとると考えられる。
ウイルスは蛋白質でできた殻で覆われているがウイロイドにはそれがなく、またプラスミドのようにそのゲノム上にタンパク質をコードすることもない。複製はローリングサークルと呼ばれる様式で行われ、核内あるいは葉緑体内で複製される。この過程では、それぞれの単位がタンデムに連なった状態に複製されるが、これを切断する過程がリボザイムによって触媒されるウイロイドも知られる。
このようなことから、ウイロイドをRNA生物の生きている化石と見なし、ウイロイド様のものから生物が進化したとする説がある  (reviewed in Symons 1997; Pelchat et al. 2003)。あるいはまた、RNAの切れ端が自己複製機能を有するようになったものがウイロイドであるとする説もある。
世界で最初に発見されたウイロイドは、セオドール・ディーナーによって1971年に記述されたジャガイモやせいもウイロイド (Potato spindle tuber viroid) である。

## ウイロイドの命名法
ウイロイドはRNAのみからなるという特殊性に鑑み、以下のような命名法が用いられる。
- ウイルス同様に、「感染植物名」+「代表的な病徴の種類」+「ウイロイド」という3つの項目を英語名で組み合わせる。略称では、前半2つの項目の単語の頭文字と、ウイロイドの略称「Vd」を組み合わせる。例として、ジャガイモやせいもウイロイド（Potato spindle tuber viroid）の略称は「PSTVd」である。なお、国際ウイルス分類委員会に承認された種はイタリック体で、未承認種はローマン体で表記される。
- ウイロイドの科及び属名は、ウイロイドの名称の一部を取って命名される。例として、ジャガイモやせいもウイロイドが属するポスピウイロイド科及びポスピウイロイド属は、「Potato spindle tuber viroid」から取られている。

## ウイロイドの一覧
ウイロイドは2013年12月時点で2科8属35種が分類済みの状態で記載されており、また未分類の物やウイロイド状のRNAが10種記載されている。2018年までに、アブサンウイロイド属に1種が追加された。

### 分類済み
- アブサンウイロイド科 (Avsunviroidae)
  - アブサンウイロイド属 (Avsunviroid)
    - アボカドサンブロッチウイロイド (Avocado sunblotch viroid)

  - エラウイロイド属 (Elaviroid)
    - ナス潜在ウイロイド (Eggplant latent viroid)

  - ペラモウイロイド属 (Pelamoviroid)
    - "リンゴハンマーヘッドウイロイド" (Apple hammerhead viroid)
    - キク退緑斑紋ウイロイド (Chrysanthemum chlorotic mottle viroid)
    - モモ潜在モザイクウイロイド (Peach latent mosaic viroid)
- ポスピウイロイド科 (Pospiviroidae)
  - アプスカウイロイド属 (Apscaviroid)
    - リンゴくぼみ果ウイロイド (Apple dimple fruit viroid)
    - リンゴゆず果ウイロイド (Apple fruit crinkle viroid)
    - リンゴさび果ウイロイド (Apple scar skin viroid)
    - ブドウオーストラリアウイロイド (Australian grapevine viroid)
    - カンキツベントリーフウイロイド (Citrus bent leaf viroid)
    - カンキツ矮化ウイロイド (Citrus dwarfing viroid)
    - カンキツウイロイドV (Citrus viroid V)
    - カンキツウイロイドVI (Citrus viroid VI)
    - ブドウ黄色斑点ウイロイド (Grapevine yellow speckle viroid)
    - ブドウ黄色斑点ウイロイド1 (Grapevine yellow speckle viroid 1)
    - ブドウ黄色斑点ウイロイド2 (Grapevine yellow speckle viroid 2)
    - ナシブリスタキャンカーウイロイド (Pear blister canker viroid)
    - カキ潜在ウイロイド (Persimmon latent viroid)
    - カキウイロイド2 (Persimmon viroid 2)

  - コカドウイロイド属 (Cocadviroid)
    - カンキツバーククラッキングウイロイド (Citrus bark cracking viroid)
    - ココナッツカダンカダンウイロイド (Coconut cadang-cadang viroid)
    - ココナッツチナンガヤウイロイド (Coconut tinangaja viroid)
    - ホップ潜在ウイロイド (Hop latent viroid)

  - コレウイロイド属 (Coleviroid)
    - コリウスウイロイド (Coleus blumei viroid)
    - コリウスウイロイド1 (Coleus blumei viroid 1)
    - コリウスウイロイド2 (Coleus blumei viroid 2)
    - コリウスウイロイド3 (Coleus blumei viroid 3)

  - ホスタウイロイド属 (Hostuviroid)
    - ホップ矮化ウイロイド (Hop stunt viroid)

  - ポスピウイロイド属 (Pospiviroid)
    - キク矮化ウイロイド (Chrysanthemum stunt viroid)
    - カンキツエクソコーティスウイロイド (Citrus exocortis viroid)
    - コルムネア潜在ウイロイド (Columnea latent viroid)
    - イレシネウイロイド1 (Iresine viroid 1)
    - メキシコパピタウイロイド (Mexican papita viroid)
    - ペッパーチャットフルーツウイロイド (Pepper chat fruit viroid)
    - ジャガイモやせいもウイロイド (Potato spindle tuber viroid)
    - トマトアピカルスタントウイロイド (Tomato apical stunt viroid)
    - トマト退緑萎縮ウイロイド (Tomato chlorotic dwarf viroid)
    - トマトプランタマッチョウイロイド (Tomato planta macho viroid)

### 未分類
- ポスピウイロイド科
  - コレウイロイド属
    - コリウスウイロイド5 (Coleus blumei viroid 5)
    - コリウスウイロイド6 (Coleus blumei viroid 6)

  - （属未分類）
    - ダリア潜在ウイロイド (Dahlia latent viroid)
- （科未分類）
  - Cherry leaf scorch small circular viroid-like RNA 1
  - Cherry small circular viroid-like RNA
    - Cherry small circular viroid-like RNA 1
    - Cherry small circular viroid-like RNA 2

  - Mulberry small circular viroid-like RNA 1
  - Rubber viroid India/2009

## 症状
病原性ウイロイドに感染した植物は矮化など様々な病害を引き起こされる。

## 関連人物
- 四方英四郎
- セオドール・ディーナー